# تکل، کوردمیر
تکل (به لاتین: Təklə) یک منطقهٔ مسکونی در جمهوری آذربایجان است که در شهرستان کردامیر واقع شده‌است.